# Jens Ladegaard
Jens Ladegaard (født 3. september 1943) er dansk erhvervsmand, iværksætter, foredragsholder og forfatter til bøger om salg, service og ledelse. Han er født på Frederiksberg.
Jens Ladegaard fik sin første uddannelse til søs med Skoleskibet Georg Stage (1959-1960) og Skoleskibet Danmark (1960-1961). Herefter sejlede han i handelsflåden som styrmandsaspirant for ØK samt derefter to år i Søværnet med tjeneste i ubåden Springeren.
Efter sin tid på havet fik Jens Ladegaard en uddannelse som sælger i el-branchen og blev efter ganske kort tid salgsdirektør.
I 1978 blev Jens Ladegaard hentet til Finansbanken, der blev stiftet af Alex Brask Thomsen i 1958. Her blev Jens Ladegaard den første salgs- og marketingdirektør i banksektoren. I 1980 blev Finansbanken solgt til Jyske Bank hvor Jens Ladegaard var salgs- og marketingdirektør under Poul Norups ledelse og senere vicedirektør indtil 1990, hvor han tiltrådte en stilling som direktør i Kreditforeningen Danmark (nu Realkredit Danmark).
I 1993 startede Jens Ladegaard sin egen konsulent virksomhed, LADEGAARD A/S, som underviser ud fra Blended Learning metoden.
Jens Ladegaard har varetaget bestyrelsesarbejde i Home, Lund & Erichsen A/S, Hersild og Heggov, Louis Poulsen Elteknik A/S, LMG Lemvigh Müller A/S, Mahé samt Jyske Banks datterselskaber.